# Вікі Геротодору
Вікі Геротодору  (грец. Γεροθόδωρου Βίκυ) — грецька поетеса.

## Біографія
Вікі Геротодору народилася в  Афінах. Вона навчалася на факультеті фізичного виховання та спорту в університеті. Володіє  англійською,  французькою і  німецькою мовами.
Вірші почала писати ще у дитинстві (у віці 12 років). У 17 років одержала нагороду від Американської асоціації поезії за вірші, написані англійською мовою. У 1988 році завоювала титул Міс Греція 1988. У 1989 році виграла титул світового конкурсу краси "Королева світу туризму". Вікі працювала в  Olympic Airways як  бортпровідник протягом 8 років до 1996 року.
У 2004 році починає писати тексти до пісень. Вікі є автором текстів до понад 400 пісень (на кінець липня 2012 року).  В її дискографії 25  золотих і  платинових дисків, 25 пісень є титульніми  до дисків. Вікі Геротодору  співпрацює з відомими композиторами, серед яких: Антоніс Вардіс, Дімітріс Контопулос, Дімос Анастасіадіс. Вона пише пісні для найпопулярніших співаків нашого часу, таких як: Йоргос Даларас, Сакіс Рувас, Олена Папарізу, Пеггі Зіна, Янніс Плутархос, Дімос Анастасіадіс, Стеліос Роккос, Маноліс Лідакіс і Пасхаліс Терзіс та багато іншим. 
На замовлення  Nokia  пише пісню «Όλα είναι μουσική», яку виконує Олена Папарізу. 
До найпопулярніших пісень,написаних Геротодору останнім часом належать: «Όλα είναι όνειρα», «Τα Καλοκαίρια Θα Μαι Εδώ»,  «Αν μ' αγαπάς» у виконані  Дімоса Анастасіадіса; «Ψυχές» (Стеліос Роккос); «Πάρτα και φύγε» (Костас Карафотіс);  «Na Pas» (Константінос Галанос); «Το περίμενα» (Теохаріс Іоаннідіс); «Εσύ, η θάλασσα» (Нотіс Сфакіанакіс); «Δωσ' μου την βραδιά»  (48 Ώρες); а також пісні з альбому  Дімоса Анастасіадіса «Άλλος Εγώ Νέο Άλμπουμ» (2012): «Γυναίκα αράχνη», «Ψέματα», «Χτίσε μια γέφυρα», «Σ' έχω ανάγκη», «Πάντα και παντού μαζί σου», «Μαζί μου χόρεψε». 

## Нагороди
Отримала премію Arion Awards 2007 за найкращий текст до поп-пісні «‘Ολα γύρω σου γυρίζουν’» на  музику Дімітріса Контопулоса у виконанні   Сакіса Руваса. 

## Особисте життя
Колишній чоловік Вікі Геротодору — відомий футболіст Дімітріс Саравакос, у них є спільна дочка 16 років, Ніколь. 